# Johann Wenzel von Sporck

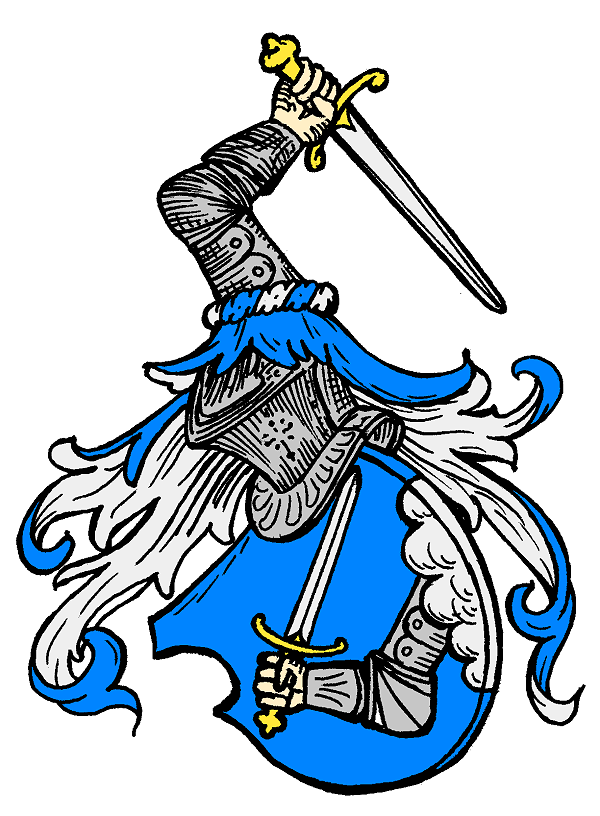
Stammwappen derer von Sporck

Graf Johann Wenzel von Sporck, auch Johann Wenzel von Spork (* 26. Januar 1724 in Prag; † 25. Februar 1804 ebenda) war ein Jurist, Politiker und Theaterleiter.

## Leben

### Familie
Johann Wenzel von Sporck entstammte dem Adelsgeschlecht Sporck und war der Sohn des Grafen Johann Joseph von Sporck (* 17. September 1693 in Prag; † 17. Juni 1749), Chrudimer Kreishauptmann, und dessen Ehefrau Gräfin Maria Anna, die Tochter von Bernhard Franz von Wieznik (1651–1714); er hatte noch einen älteren Bruder:
- Johann Karl von Sporck (* 12. Juni 1722; † 13. Januar 1790), verheiratet mit Maria Theresia (* 17. März 1728; † 6. März 1756), die Tochter von Franz Ernst von Thürheim (* 1688); ihr gemeinsamer Sohn war Christian Christoph Clam-Gallas, Förderer und Mäzen von Kunst und Wissenschaft.

Er war der Großneffe des Kunstmäzens Franz Anton von Sporck.
Johann Wenzel von Sporck war seit dem 11. April 1751 mit Eleonore (* 28. September 1733; † 15. Februar 1803 in Prag), die Tochter des Justizministers Leopold von Clary und Aldringen, verheiratet; gemeinsam hatten sie drei Töchter und zwei Söhne, unter anderem:
- Maria Johanna von Sporck (* 26. Oktober 1760 in Prag; † 22. Dezember 1810 in Wien), verheiratet mit Joseph Sigismund von Gallenberg (1751–1800).

Seine Enkel waren der Komponist Wenzel Robert von Gallenberg, der mit Julie Guicciardi verheiratet war, und dessen Bruder Ferdinand von Sporck (1848–1928).
Er war Herr der Herrschaften Krnsko und Rzehnitz im Bunzlauer Kreis, Herzmann-Miestez, Moraschitz (siehe Morašice u Chrudimi) und Stollan (siehe Stolany) im Chrudimer Kreis.
Zu seinen Kindern zählen auch:
- Walpurgis (* 16. April 1753; † 24. Oktober 1815), Stiftsdame
- Johann Wenzel (* 31. Dezember 1753; † 1829)

⚭ Louise Josepha von Gabelhofen (* 1769; † 1788)
⚭ Rosalia von Langendorf (* 30. August 1770; † 16. September 1836)
- Antonia (* 13. Juni 1756) ⚭ 1775 (Scheidung) Graf Ignaz von Czarnecki
- Johann Leopold (* 12. Dezember 1758; † 10. Dezember 1841) ⚭ Gräfin Leopoldine von Regas (* 10. März 1772)

### Werdegang
Johann Wenzel von Spork wurde durch Hauslehrer ausgebildet und immatrikulierte sich zu einem Studium der Rechtswissenschaften an der Universität Leiden; dort hörte er unter anderem Vorlesungen bei Johann Jacob Vitriarius.
Nach seiner Rückkehr nach Prag wurde er am 18. November 1745 zum böhmischen Appellationsrat und 1757 zum Lehensreferendar ernannt; zwei Jahre später erfolgte dann 1759 seine Ernennung zum Appellations-Vizepräsidenten sowie zum Wirklichen Geheimen Rat.
Er wurde 1764 als Nachfolger von Giacomo Durazzo Hofmusikgraf und Direktor, k.k. Hof- und Kammer-Musik- und als General-Spectakel-Director, des Wiener Hoftheaters (siehe Burgtheater) durch Maria Theresia nach Wien berufen; hierzu gehörte auch die Leitung der Wiener Hofoper (siehe Wiener Staatsoper). Unter seiner Leitung entwickelte sich die von Joseph von Sonnenfels energisch betriebene Reform der Wiener Theaterverhältnisse.
Johann Wenzel von Spork blieb bis 1775 in diesem Amt und wurde dann durch Kaiser Joseph II. zum Appellationspräsidenten in Lemberg (siehe Lwiw) in Galizien ernannt; sein Nachfolger als Direktor des Wiener Hoftheaters wurde, nachdem die Stelle mehrere Jahre unbesetzt blieb, Johann Wenzel Ugarte (1748–1796).
In seiner neuen Aufgabe als Appellationspräsident richtete er die galizische Landtafel nach dem Muster der alten böhmischen Landtafel ein.
1789 wurde er zum Appellationspräsidenten und Oberstlandhofmeister im Königreich Böhmen ernannt.
Er war 1799 Präsident der Theaterkommission des Nationaltheaters in Prag.
Als die Prager Tonkünstler 1803 mit ihrer Tonkünstlergesellschaft eine eigene Witwen- und Waisenversorgungsanstalt gründeten, wählten sie Johann Wenzel von Spork, als Beförderer der Kunst, zum Protektor der Gesellschaft. Davor war er bereits von 1771 bis 1775 Protektor der Wiener Tonkünstler-Sozietät (siehe Wiener Tonkünstler-Orchester).

## Orden und Ehrenzeichen
Anlässlich seines fünfzigjährigen Dienstjubiläums wurde Johann Wenzel von Spork vom Kaiser Franz II. 1795 das Großkreuz des St. Stephans-Ordens verliehen.